# گراهام بیرکز
گراهام بیرکز (انگلیسی: Graham Birks؛ زادهٔ ۲۵ ژانویهٔ ۱۹۴۲) بازیکن فوتبال اهل بریتانیا است.
از باشگاه‌هایی که در آن بازی کرده‌است می‌توان به باشگاه فوتبال شفیلد ونزدی، باشگاه فوتبال پیتربورو یونایتد، باشگاه فوتبال ساوتند یونایتد، و باشگاه فوتبال فلیتوود اشاره کرد.